# Чжан Їтан
Чжан Їтан (кит. 张益唐, пін. Zhāng Yìtáng; нар. 1955) — американський математик китайського походження, який працює в області теорії чисел.

## Життєпис
У 1978 Чжан вступив в Пекінський університет і закінчив його у 1982-му, отримавши ступінь бакалавра по математиці. Після закінчення магістратури в 1985-м, Чжан вступив до аспірантури університету Пердью. У грудні 1991 року він захистив дисертацію на ступінь доктора філософії. 
У 2013 відправив у журнал Annals of Mathematics статтю, в якій доводилося, що існує нескінченно багато послідовних простих чисел з різницею не більше 70 мільйонів. Цей доказ може розглядатися як рішення поміркованого варіанта задачі про простих чисел-близнюків. Стаття Чжана пройшла рецензування і була прийнята в друк.

## Кар'єра
Дисертація Чжана була присвячена проблемі якобіана. Після закінчення аспірантури Чжану тривалий час не вдавалося знайти позицію в науковій сфері. Йому доводилося працювати бухгалтером, у мотелях, ресторанах і т. п. Врешті-решт йому вдалося отримати посаду викладача в Університеті Нью-Гемпшира.
У 2013 році він був нагороджений премією Островського, в 2014-му — премією Коула з теорії чисел, премією Рольфа Шока з математики і став лауреатом стипендії Мак-Артура. Станом на січень 2014 року він обіймає посаду професора в Університеті Нью-Гемпшира.